# Merostenus
Merostenus is een geslacht van vliesvleugeligen uit de familie Eupelmidae. De wetenschappelijke naam van dit geslacht is voor het eerst geldig gepubliceerd in 1837 door Walker.

## Soorten
Het geslacht Merostenus omvat de volgende soorten:
- M. excavatus (Dalman, 1820)
- M. ferrugineus Yoshimoto & Ishii, 1965
- M. guamensis Yoshimoto & Ishii, 1965
- M. palauensis Yoshimoto & Ishii, 1965
- M. phedyma Walker, 1837
- M. productus White, 1855
- M. robustus (Brues, 1907)
- M. subapterus (Ashmead, 1901)
- M. tarsatus (Waterston, 1916)